# Sociedad Catalana de Terminología
La Societat Catalana de Terminologia (SCATERM) es una sociedad filial del Institut d’Estudis Catalans (IEC) adscrita a la Sección Filológica que pretende reunir a los organismos y profesionales implicados en la terminología y dar a conocer la actividad terminológica que se lleva a cabo en el territorio catalán.

## Historia de la Societat Catalana de Terminologia
La Societat Catalana de Terminologia nació bajo el nombre Associació Catalana de Terminologia (ACATERM) a partir de la propuesta que se presentó en la I Jornada de Terminologia i Serveis Lingüístics, celebrada el 18 de mayo de 2001 en la Universidad Pompeu Fabra (UPF). De acuerdo con esta iniciativa, una comisión gestora formada por miembros de diversas instituciones del ámbito catalán se encargó de conducir el proceso constituyente. Formaron parte de la comisión representantes de la Unió de Federacions Esportives de Catalunya (UFEC), del TERMCAT, del Institut Universitari de Lingüística Aplicada (IULA) de la UPF, y de los servicions lingüísticos de la Universidad Autónoma de Barcelona, de la Universidad Politécnica de Cataluña y de la Universidad Jaime I de Castellón.

## Objetivos de la Societat Catalana de Terminologia
- Favorecer la difusión de la terminología en lengua catalana en los ámbitos científicos y técnicos.
- Constituir una plataforma para la promoción del reconocimiento y la profesionalización del ámbito de la terminología.
- Promover la provisión y el intercambio de información sobre las actividades terminológicas entre las usuarios y profesionales de la terminología.
- Establecer relaciones con otras organizaciones, asociaciones e instituciones de finalidades parecidas.
- Colaborar con la Sección Filológica y con otros estamentos del IEC en los trabajos y los debates relacionados con la terminología propios de esta institución.

## Actividades de la Societat Catalana de Terminologia
La SCATERM organiza regularmente jornadas académicas, seminarios y cursos de formación.
Publica bimestralmente en formato electrónico el Butlletí de la Societat Catalana de Terminologia y semestralmente la revista de terminología Terminàlia (en papel y en línea) que tiene el doble perfil de revista científica especializada con la evaluación de expertos y de revista divulgativa. También publica dos colecciones creadas en el año 2009: «Memòries de la Societat Catalana de Terminologia», que recoge las actas de las actividades más relevantes organizadas por la Societat, especialmente las de las jornadas anuales, y «Eines de Terminologia», que pretende acoger monografías dedicadas al estudio y la práctica de la terminología.
Con la voluntad de promover la investigación en terminología, la SCATERM convoca un premio bienal para estudiantes dentro del cartel de premios y becas de estudio del IEC, con el nombre de Premi de la Societat Catalana de Terminologia.